# Lijst van partijloze Eerste Kamerleden
Een lijst van  (voormalige) partijloze Eerste Kamerleden.

## Lijst
| Eerste Kamerlid  | Begindatum       | Einddatum       |
| ---------------- | ---------------- | --------------- |
| N.A. Donkersloot | 20 november 1945 | 8 februari 1946 |
| M.N.D. Pamontjak | 20 november 1945 | 22 juli 1946    |